# 今井澄
今井 澄（いまい きよし、1939年11月17日 - 2002年9月1日）は、日本の学生運動家・医師・政治家・参議院議員（2期）。

## 来歴

### 生い立ち
旧・満洲国のハルビン市で生まれ、4歳の時に帰国して千葉県に住む。医師である父の転勤に伴い、小学3年から高校までは静岡県在住。

### 学生運動時代
静岡県立沼津東高等学校を経て1958年東京大学に進学。60年安保闘争への関与から医学部進級試験に不合格・退学処分を受けるが翌年復学して進級。1962年の大学管理法反対闘争では自治会中央委員会議長として闘争を指揮したため再度の退学処分となる。このときともに退学処分となった1人に江田五月がいた。後に2度目の復学。この時期は共産同ML派の幹部であった。
東大紛争については卒業を控えていたこともあり、当初は積極的な関与を控えるつもりでいたが、紛争の発端が医学部（青医連処分）であったことと、学部生の中では最年長だったことから、最終的には中枢に近い立場になる。安田講堂攻防戦では、安田講堂防衛隊長に指名された。全共闘議長の山本義隆は、機動隊導入の直前に逮捕状が出たことと、機動隊導入後の組織防衛の観点から、東大構内から去ることとなった（本人は残留を希望していた）ため、今井が事実上学生側の現場責任者となった。全共闘が安田講堂の放送設備を使って行った、いわゆる時計台放送の最後のメッセージ：
「我々の闘いは勝利だった。全国の学生、市民、労働者の皆さん、我々の闘いは決して終わったのではなく、我々に代わって闘う同志の諸君が、再び解放講堂から時計台放送を真に再開する日まで、一時この放送を中止します」
は今井によるものとも言われるが、これについては明確な証言はない（生前の今井も特に言及していない）。機動隊による封鎖解除に伴い逮捕され、約1年間東京拘置所に勾留された。その後3度目の復学をして、1970年に卒業、医師国家試験に合格する。

### 医師・服役時代
当初は都内の医療機関に勤務したが、その後長野県に移り、1974年に茅野市の公立諏訪中央病院に赴任する。この間、1977年には安田講堂事件の判決が確定し、静岡刑務所で服役する。1978年3月に刑期を終えた後、1980年に40歳で諏訪中央病院の院長に就任。1988年に院長を鎌田實に譲る。

### 政治家時代
1992年、日本社会党から参議院議員選挙・長野県選挙区に立候補し当選。後に民主党に移り、1998年の参議院選挙では比例区から当選。参議院では決算委員長・厚生委員長を歴任。

### 死去
議員在職中の2000年に胃癌を発症し、癌研究会付属病院で手術を受けるが、肝臓・脊髄にも転移しており、2002年の通常国会閉会後、茅野市の自宅で自らが普及に尽力した在宅の末期処置を受けながら、同年9月1日に死去した。62歳没。
葬儀には山本義隆も参列し、友人代表として「普通の人の三倍の人生を生きた」と弔辞を述べた。晩年や葬儀の模様は鎌田實の著書『あきらめない』に詳しく紹介されている。安田講堂事件の際総長代行だった加藤一郎とは、今井らが立て籠もった安田講堂総長室の電話を通じて接触を持った縁があり、後年今井の著書の出版記念パーティーには加藤が出席して話題となった。今井の死去に際しては、加藤の実娘で民主党の同僚議員となっていた小宮山洋子も追悼文を寄せている。哀悼演説は同年10月18日、参議院本会議で阿部正俊により行われた。今井の死去に伴う繰上補充として、信田邦雄が繰上当選となった。
没後の2008年、家族の手で服役当時の日記を中心とした遺稿集『たちまち日記 今井澄 獄中日記・往復書簡・草稿』が刊行された。2009年1月には、安田講堂事件40周年を機にNHKアーカイブス特集「"あの日"から40年 安田講堂落城」がNHKで放映された。この中には事件10年後の今井の姿や2002年の葬儀の模様、没後に今井について取材された内容が含まれている。

## 政策・主張
- 1999年、国旗及び国歌に関する法律案の参議院本会議における採決で反対票を投じた。

## 著書
- 『豊かな明日への暮らしと医療－高齢化社会と地域医療』、鳥影社、1992年1月。ISBN 4-7952-5172-X
- 『理想の医療を語れますか－患者のための制度改革を』、東洋経済新報社、2002年4月。ISBN 4-492-70081-1
- 『たちまち日記 今井澄 獄中日記・往復書簡・草稿』、風塔舎、2008年4月。